# Sagamihara
Sagamihara (相模原市 (Tương Mô Nguyên thị)) là thành phố và đô thị cấp quốc gia thuộc tỉnh Kanagawa, Nhật Bản. Tính đến ngày 1 tháng 10 năm 2020, dân số ước tính thành phố là 725.493 người và mật độ dân số là 2.200 người/km2. Tổng diện tích thành phố là 328,9 km2.

## Địa lý

### Quận
- Midori
- Chūō (trung tâm hành chính)
- Minami

### Đô thị lân cận
- Kanagawa
  - Zama
  - Yamato
  - Atsugi
  - Aikawa
  - Kiyokawa
  - Yamakita
- Tokyo
  - Machida
  - Hachiōji
  - Hinohara
- Yamanashi
  - Uenohara
  - Dōshi

## Giao thông

### Đường sắt
JR East – Tuyến Yokohama
- Kobuchi – Fuchinobe – Yabe – Sagamihara – Hashimoto

 JR East – Tuyến Sagami
- Sōbudaishita – Shimomizo – Harataima – Banda – Kamimizo – Minami-Hashimoto – Hashimoto

 JR East – Tuyến Chūō chính
- Sagamiko – Fujino

 Odakyu Electric Railway – Tuyến Odakyu Odawara
- Sagami-Ono – Odakyū-Sagamihara – Higashi-Rinkan

 Keiō Dentetsu – Tuyến Sagamihara
- Hashimoto

### Cao tốc/Xa lộ
- Chūō Expressway
- Ken-Ō Expressway
- Quốc lộ 16
- Quốc lộ 20
- Quốc lộ 129
- Quốc lộ 412
- Quốc lộ 413